# Harmonik
Harmonik (von altgriechisch ἁρμονία harmonía „Ebenmaß“, „Harmonie“) ist ein umfassender Begriff aus der Musiktheorie. Sie beschäftigt sich mit 
der Ordnung des Klangs bzw. der Klangsprache in einem Musikstück oder -werk und berücksichtigt im Unterschied zu den horizontalen (zeitseriellen) Komponenten Rhythmik und Melodik auch die vertikale (zeitgleiche) Komponente der Musik.
 Harmonik wird traditionell im Fach Tonsatz an Musikhochschulen (dort als „Harmonielehre“), aber auch an Musikschulen und im Rahmen des Musikunterrichts an Gymnasien unterrichtet.

## Begriffsgeschichte
In der Antike deckt sich der Begriff der Harmonik mit der Theorie der Tonsysteme (siehe Philolaos und Aristoxenos). Mit der Entwicklung der Mehrstimmigkeit engte sich die Bedeutung des Begriffs im abendländisch-europäischen Kulturraum mehr und mehr auf den gleichzeitigen Zusammenklang verschiedener Stimmen ein. In dieser engeren Bedeutung umfasst Harmonik alle Formen des Zusammenklangs von Musik, beginnend bei der frühen Mehrstimmigkeit des europäischen Mittelalters über die Musik des 18. Jahrhunderts mit ihrer Nutzung von Dissonanzen und den zunehmenden Gebrauch der Chromatik (zunächst als ausschmückende „Farbtupfer“) bis hin zu Klangstrukturen der Avantgarde. Dort wird Harmonik zum ersten Mal, etwa in der seriellen Musik,  nicht mehr über Grundtöne konzipiert; dabei entsteht etwas Neuartiges, weil der Zusammenklang und die Linie aus den gleichen, zugrunde liegenden Reihenstrukturen gewonnen werden. Wird auch nicht-europäische Musik betrachtet, so kann es wünschenswert erscheinen, Einseitigkeiten und Grenzen, die sich in der europäischen Harmonik verfestigt hatten, zu überwinden und andernorts praktizierte Alternativen zu ihr aufzugreifen.
Die systematische Erfassung der Akkordgestalten und des tonalen Klangraumes im Bereich der dur-moll-tonalen Musik des 17. bis 19. Jahrhunderts wird durch die Harmonielehre behandelt.